# Danny Leyva
Daniel Ulises Leyva, detto Danny (Las Vegas, 5 maggio 2003), è un calciatore statunitense, centrocampista del Seattle Sounders.

## Caratteristiche tecniche
È un centrocampista difensivo.

## Carriera

### Club
Cresciuto nel settore giovanile del Seattle Sounders, debutta in prima squadra l'8 settembre 2019 in occasione dell'incontro di Major League Soccer perso 2-0 contro il Colorado Rapids.

### Nazionale
Ha giocato nelle nazionali giovanili statunitensi Under-16, Under-17 ed Under-20.

## Statistiche

### Presenze e reti nei club
Statistiche aggiornate al 15 maggio 2025.
| Stagione                | Squadra                 | Campionato              | Campionato | Campionato | Coppe nazionali | Coppe nazionali | Coppe nazionali | Coppe continentali | Coppe continentali | Coppe continentali | Altre coppe | Altre coppe | Altre coppe | Totale | Totale |
| Stagione                | Squadra                 | Comp                    | Pres       | Reti       | Comp            | Pres            | Reti            | Comp               | Pres               | Reti               | Comp        | Pres        | Reti        | Pres   | Reti   |
| ----------------------- | ----------------------- | ----------------------- | ---------- | ---------- | --------------- | --------------- | --------------- | ------------------ | ------------------ | ------------------ | ----------- | ----------- | ----------- | ------ | ------ |
| 2018                    | Tacoma Defiance         | USL                     | 1          | 0          | -               | -               | -               | -                  | -                  | -                  | -           | -           | -           | 1      | 0      |
| 2019                    | Tacoma Defiance         | USLC                    | 14         | 1          | -               | -               | -               | -                  | -                  | -                  | -           | -           | -           | 14     | 1      |
| 2020                    | Tacoma Defiance         | USLC                    | 1          | 0          | -               | -               | -               | -                  | -                  | -                  | -           | -           | -           | 1      | 0      |
| 2021                    | Tacoma Defiance         | USLC                    | 6          | 0          | -               | -               | -               | -                  | -                  | -                  | -           | -           | -           | 6      | 0      |
| 2022                    | Tacoma Defiance         | MNP                     | 9          | 1          | -               | -               | -               | -                  | -                  | -                  | -           | -           | -           | 9      | 1      |
| feb.-apr. 2023          | Tacoma Defiance         | MNP                     | 2          | 0          | -               | -               | -               | -                  | -                  | -                  | -           | -           | -           | 2      | 0      |
| Totale Tacoma Defiance  | Totale Tacoma Defiance  | Totale Tacoma Defiance  | 33         | 2          |                 | -               | -               |                    | -                  | -                  |             | -           | -           | 33     | 2      |
| 2019                    | Seattle Sounders        | MLS                     | 6          | 0          | USOC            | 1               | 0               | -                  | -                  | -                  | -           | -           | -           | 7      | 0      |
| 2020                    | Seattle Sounders        | MLS                     | 1          | 0          | -               | -               | -               | CCL                | 1                  | 0                  | MiB         | 1           | 0           | 3      | 0      |
| 2021                    | Seattle Sounders        | MLS                     | 24         | 0          | -               | -               | -               | -                  | -                  | -                  | LC          | 0           | 0           | 24     | 0      |
| 2022                    | Seattle Sounders        | MLS                     | 19         | 0          | USOC            | 1               | 0               | CCL                | 2                  | 0                  | -           | -           | -           | 22     | 0      |
| feb.-apr. 2023          | Seattle Sounders        | MLS                     | 3          | 0          | USOC            | -               | -               | -                  | -                  | -                  | CmC         | 1           | 0           | 4      | 0      |
| apr.-nov. 2023          | Colorado Rapids         | MLS                     | 16         | 0          | USOC            | 2               | 0               | -                  | -                  | -                  | LC          | 1           | 0           | 19     | 0      |
| 2024                    | Seattle Sounders        | MLS                     | 12+2       | 0          | USOC            | 2               | 0               | -                  | -                  | -                  | LC          | 5           | 0           | 21     | 0      |
| 2025                    | Seattle Sounders        | MLS                     | 7          | 0          | -               | -               | -               | CCC                | 2                  | 0                  | Cmc         | -           | -           | 9      | 0      |
| Totale Seattle Sounders | Totale Seattle Sounders | Totale Seattle Sounders | 72+2       | 0          |                 | 4               | 0               |                    | 3                  | 0                  |             | 7           | 0           | 88     | 0      |
| Totale carriera         | Totale carriera         | Totale carriera         | 123        | 2          |                 | 6               | 0               |                    | 5                  | 0                  |             | 8           | 0           | 142    | 2      |

## Palmarès

### Club

#### Competizioni nazionali
- Campionato MLS: 1

Seattle Sounders: 2019

#### Competizioni internazionali
- CONCACAF Champions League: 1

Seattle Sounders: 2022